# Schlaubetal
Schlaubetal (niedersorbisch Žłobiny doł) ist eine amtsangehörige Gemeinde im Landkreis Oder-Spree in Brandenburg. Sie ist benannt nach dem die Gemeinde durchfließenden Fluss Schlaube. Die Gemeinde Schlaubetal gehört dem Amt Schlaubetal mit Sitz in der Stadt Müllrose an.

## Gemeindegliederung

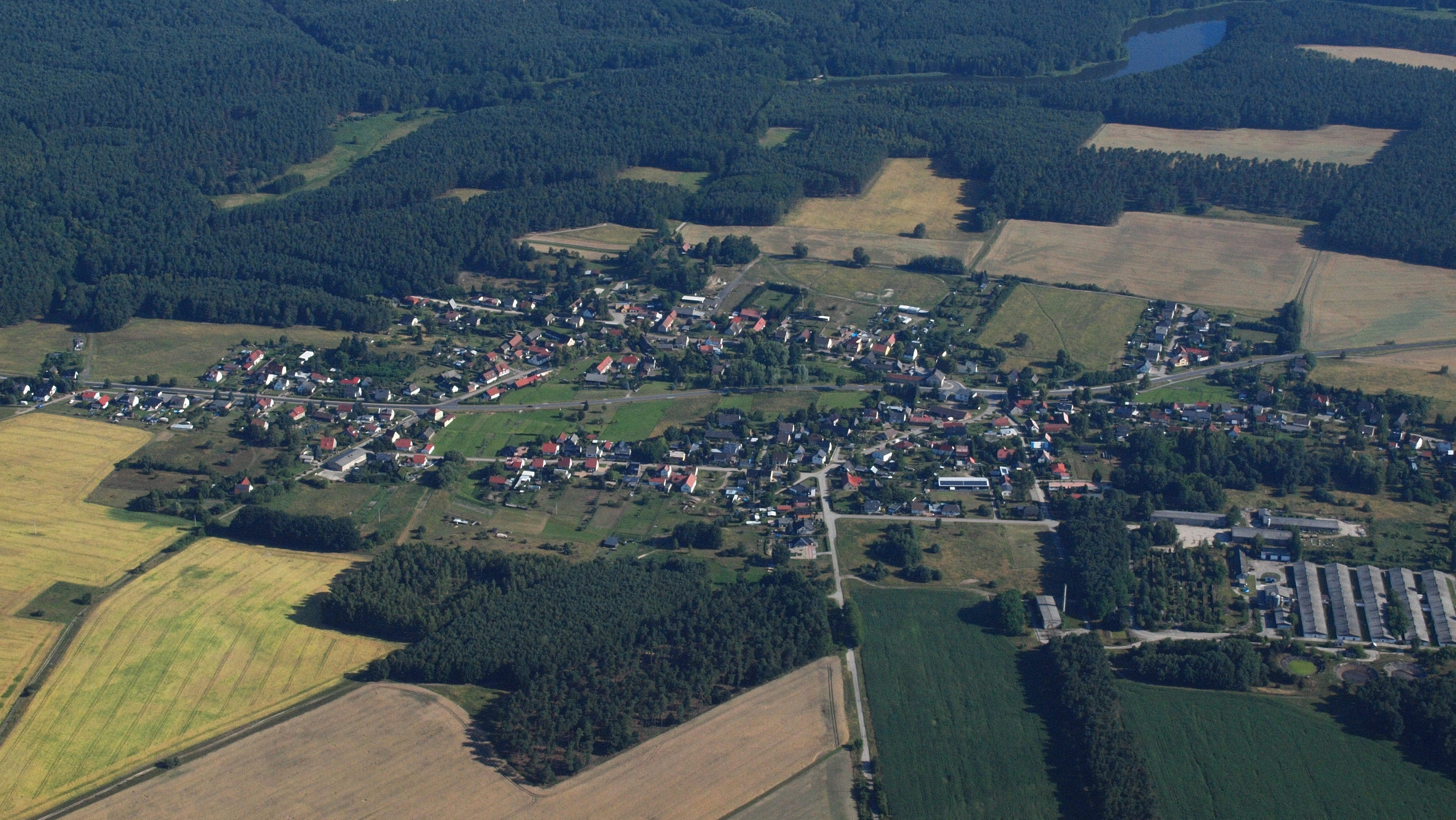
Schlaubetal Bremsdorf, Luftaufnahme (2015)

Die Gemeinde Schlaubetal gliedert sich in folgende Ortsteile und Wohnplätze:
- Bremsdorf (niedersorbisch: Brěmjow) mit dem Wohnplatz Bremsdorfer Mühle
- Fünfeichen (Pěś Dubow) mit den Wohnplätzen Försterei Schierenberg und Fünfeichen-Mühle
- Kieselwitz (Kislica) mit dem Wohnplatz Kieselwitzer Mühle

## Geschichte
Bremsdorf, Fünfeichen und Kieselwitz gehörten seit 1836 zum Kreis Guben in der Provinz Brandenburg und ab 1952 zum Kreis Eisenhüttenstadt-Land im DDR-Bezirk Frankfurt (Oder). Seit 1993 liegen die Orte im brandenburgischen Landkreis Oder-Spree.
Die Gemeinde Schlaubetal entstand am 26. Oktober 2003 durch die Fusion der bisherigen Gemeinden Bremsdorf, Fünfeichen und Kieselwitz.

## Bevölkerungsentwicklung
| Jahr | Bremsdorf | Fünfeichen | Kieselwitz |      | Jahr  | Schlaubetal |
| ---- | --------- | ---------- | ---------- | ---- | ----- | ----------- |
| 1875 | 362       | 0 610      | 340        | 2003 | 2 056 |             |
| 1910 | 326       | 0 590      | 312        | 2005 | 1 999 |             |
| 1939 | 398       | 0 598      | 286        | 2010 | 1 920 |             |
| 1946 | 498       | 0 744      | 389        | 2015 | 1 815 |             |
| 1950 | 487       | 0 696      | 348        | 2020 | 1 844 |             |
| 1971 | 389       | 0 608      | 291        | 2021 | 1 832 |             |
| 1990 | 409       | 0 610      | 320        | 2022 | 1 796 |             |
| 1995 | 397       | 0 693      | 339        | 2023 | 1 812 |             |
| 2000 | 437       | 1 113      | 430        | 2024 | 1 800 |             |
| 2002 | 483       | 1 112      | 451        |      |       |             |

Gebietsstand des jeweiligen Jahres, Einwohnerzahl: Stand 31. Dezember (ab 1991), ab 2011 auf Basis des Zensus 2011, ab 2022 auf Basis des Zensus 2022

## Politik

### Gemeindevertretung
Die Gemeindevertretung von Schlaubetal besteht aus 12 Gemeindevertretern und dem ehrenamtlichen Bürgermeister. Die Kommunalwahl am 9. Juni 2024 führte bei einer Wahlbeteiligung von 78,0 % zu folgendem Ergebnis:
| Partei / Wählergruppe         | Stimmenanteil 2019 | Sitze 2019 |        | Stimmenanteil 2024 | Sitze 2024 |
| ----------------------------- | ------------------ | ---------- | ------ | ------------------ | ---------- |
| Wählergemeinschaft Fünfeichen | 48,9 %             | 6          | 53,8 % | 7                  |            |
| Wählergemeinschaft Bremsdorf  | 23,1 %             | 3          | 24,3 % | 3                  |            |
| SV Kieselwitz 1981 e. V.      | 24,7 %             | 3          | 22,0 % | 2                  |            |
| Einzelbewerber Hübner         | 03,4 %             | –          | –      | –                  |            |
| Insgesamt                     | 100 %              | 12         | 100 %  | 12                 |            |

### Bürgermeister
- 2003–2008: Siegmund Vogelsänger[11]
- 2008–2024: Monika Senzel[12]
- seit 2024: Thomas Dittrich (Wählergemeinschaft Fünfeichen)

Senzel wurde bei der Bürgermeisterwahl am 26. Mai 2019 ohne Gegenkandidat mit 78,4 % der gültigen Stimmen wiedergewählt.
Dittrich wurde bei der Bürgermeisterwahl am 9. Juni 2024 ohne Gegenkandidat mit 84,5 % der gültigen Stimmen zu ihrem Nachfolger gewählt. Seine Amtszeit beträgt fünf Jahre.

## Sehenswürdigkeiten

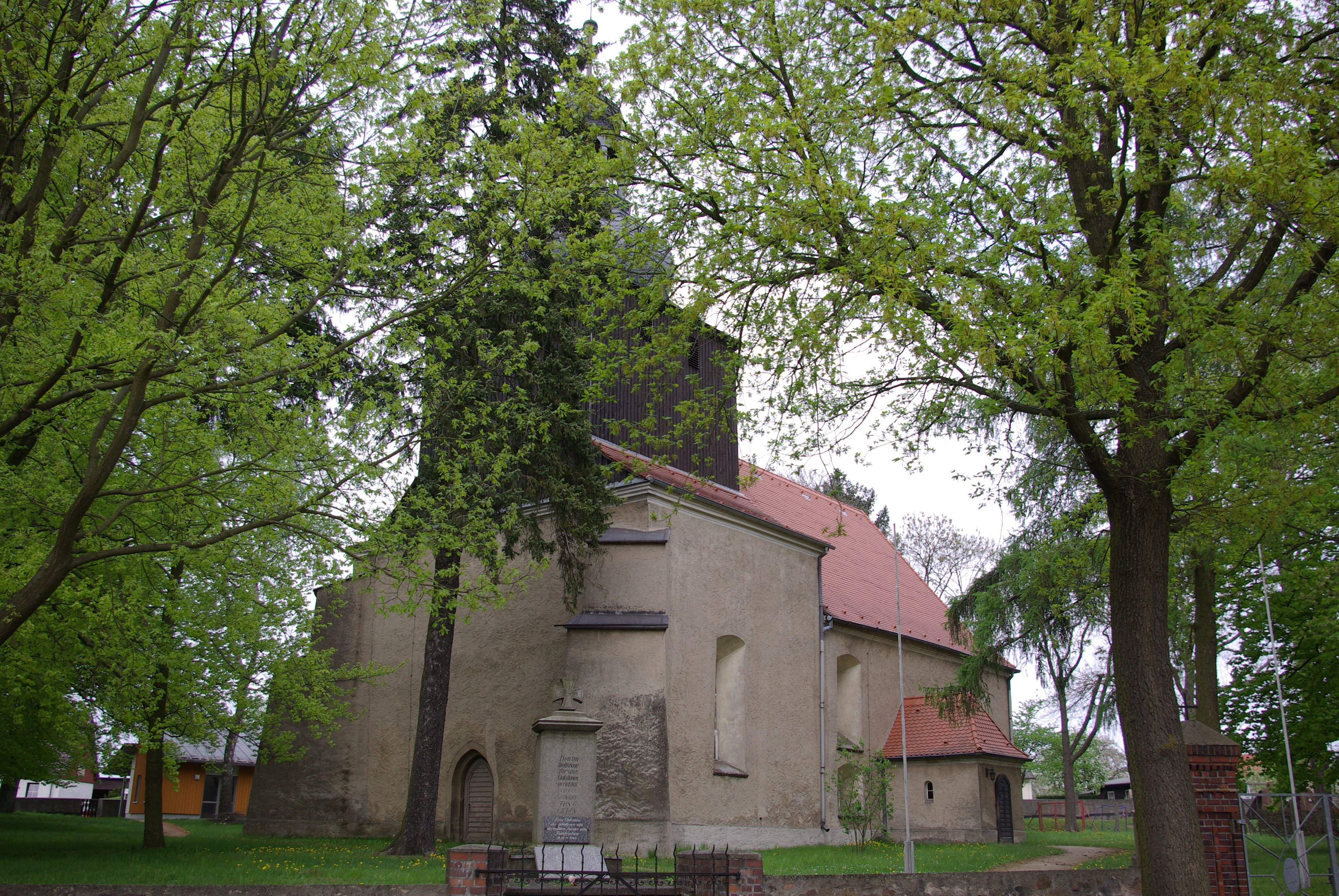
Kirche in Fünfeichen

In der Liste der Baudenkmale in Schlaubetal und in der Liste der Bodendenkmale in Schlaubetal stehen die in der Denkmalliste des Landes Brandenburg eingetragenen Kulturdenkmale.

## Verkehr
Schlaubetal liegt an der Bundesstraße 246, die Beeskow und Eisenhüttenstadt verbindet.
Die nächstgelegenen Eisenbahnstationen sind im Westen Grunow, das von Zügen der Relation Königs Wusterhausen – Beeskow – Frankfurt (Oder) bedient wird und Eisenhüttenstadt im Osten, von wo Züge nach Frankfurt (Oder), Guben und Cottbus verkehren.
In der benachbarten Gemeinde Siehdichum befindet sich der Verkehrslandeplatz Eisenhüttenstadt–Frankfurt (Oder).